# Isla Prater
Isla Prater (en alemán: Praterinsel) es el nombre de una isla alemana en el río Isar una de las dos islas junto con la Isla del Museo. Posee una superficie de 3,6 hectáreas, con un largo de 524 metros y 95 metros de ancho. Administrativamente depende del estado alemán de Baviera.
La isla Prater es accesible a través de varios puentes peatonales: El puente de Marianne conecta la isla con la orilla oeste del Isar, el puente de Kabel con la orilla oriental.